# Джирим (Хакасия)
Джири́м (хак. Чирім) — село в Ширинском районе Хакасии, единственный населённый пункт Джиримского сельсовета. Расположено у озера Джиримское.
Находится в 46 км на северо-восток от райцентра — Шира. Основано в 1954 году. Число хозяйств — 372 по состоянию на 1 января 2004 год. Национальный состав: русские, украинцы, хакасы, чуваши, татары, мордва, немцы.
Основное сельскохозяйственное предприятие — ООО «Джирим» (крупнорогатый скот, коневодство, овцеводство, полеводство). В селе имеется общеобразовательная школа и дом культуры.
В 2,5 км от села находится гора Джиримская.

## Население
| 2002 | 2010 | 2012 | 2013 | 2014 | 2015 | 2016 |
| ---- | ---- | ---- | ---- | ---- | ---- | ---- |
| 1088 | ↘836 | ↘816 | ↘802 | ↘783 | ↘738 | ↘726 |
| 2017 | 2018 | 2019 | 2020 | 2021 |      |      |
| ↘709 | ↘701 | ↘697 | ↘681 | ↘591 |      |      |

## География

### Географическое положение
Джирим находится в восточной части Ширинского района, на западном берегу озера Джиримское. Расположен в 330 метрах над уровнем моря. Поблизости расположены населенные пункты Арабкаево, Базандаиха, Белопольск, Ворота, Горюново, Интикуль, Когунек, Конгарово, Монастырево, Парилово.

### Климат
Климат в селе Джирим близок к умеренно-холодному. В течение года выпадает значительное количество осадков, даже во время самых засушливых месяцев. Классификация климатов Кёппена - Dfb. Среднегодовая температура в селе - 0.8 °C. Среднегодовая норма осадков - 428 мм.

## История
В 1993 году в состав села включен посёлок Журавлиные Дали.